# Świebodzin (Tarnów)
Pour les articles homonymes, voir Świebodzin (homonymie).
Świebodzin est une localité polonaise de la gmina de Pleśna, située dans le powiat de Tarnów en voïvodie de Petite-Pologne.